# Nacogdoches (album)
Nacogdoches è un album in studio del cantante di musica country statunitense Willie Nelson, pubblicato nel 2004.

## Tracce
1. Please Don't Talk About Me When I'm Gone
2. A Dreamer's Holiday
3. Corine, Corine
4. Walkin' My Baby Back Home
5. To Each His Own
6. I'm Gonna Sit Right Down and Write Myself A Letter
7. Golden Earrings
8. Columbus Stockade Blues
9. I Can't Begin to Tell You
10. I'll String Along with You
11. I'm Beginning to See the Light
12. How High the Moon
13. Stardust